# Caroline Quentin
Caroline Quentin, all'anagrafe Caroline Amanda Jane Jones (Reigate, 11 luglio 1960) è un'attrice e conduttrice televisiva britannica.

## Biografia
Nata e cresciuta nel Surrey, ha fatto il suo debutto sulle scene con la Royal Shakespeare Company, recitando nella prima assoluta di Les Misérables e in numerose opere shakespeariane e commedie della restaurazione. Apprezzata attrice comica e caratterista, per le sue apprizioni televisive e teatrali ha vinto due British Comedy Award e ha ricevuto candidature al National Television Award (1998, 2004 e 2005), all'Ian Charleson Award (1991) e al Premio Laurence Olivier (2023).
Dopo un primo matrimonio con Paul Merton, terminato con il divorzio nel 1998 dopo otto anni, nel 2006 si è risposata con Sam Farmer.

## Filmografia parziale

### Cinema
- Natale con il babbo (Father Christmas Is Back), regia di Philippe Martinez e Mick Davis (2021)

### Televisione
- Casualty - serie TV, episodio 4x11 (1989)
- Metropolitan Police (The Bill) - serie TV, episodio 7x105 (1991)
- Mr. Bean - serie TV, episodio 1x5 (1992)
- Men Behaving Badly - serie TV, 42 episodi (1992-1998)
- Dancing on the Edge - serie TV, 5 episodi (2013)
- Doc Martin - serie TV, 4 episodi (2015-2019)
- Dickensian - serie TV, 15 episodi (2015-2016)
- Bridgerton - serie TV, episodio 1x2 (2020)
- L'ispettore Barnaby (Midsomer Murders) - serie TV, episodio 22x2 (2021)
- Progetto Lazarus (The Lazarus Project) - serie TV, 16 episodi (2022-2023)

## Doppiatrici italiane
- Roberta Paladini in Progetto Lazarus